# 高锰酰氟
高锰酰氟是高锰酸的羟基被氟原子取代生成的化合物，化学式MnO3F，它最初由Friedrich Wöhler在1828年报道。

## 制备
高锰酰氟可以由高锰酸钾和氟化氢或氟磺酸反应而成：
KMnO4 + 2 HF → MnO3F + KF + H2O
KMnO4 + 2 HSO3F → MnO3F + KSO3F + H2SO4
它也可以由高锰酸钾和五氟化碘反应而成。

## 性质
高锰酰氟是深绿色液体，-38℃下凝固成深绿色固体。它以分子形式存在，结构为四面体形，Mn-O键长158.6 pm，Mn-F键长172.4 pm，O-Mn-F键角108°27'。

## 反应
高锰酰氟是强氧化剂，会和有机化合物剧烈反应。它受热爆炸性分解成MnO2、MnF2和O2。
在氩气下，高锰酰氟气体会和氯化氢反应，生成高锰酰氯：
MnO3F + HCl → MnO3Cl + HF